# Гервег, Георг
Георг Гервег (Георг Хервег, нем. Georg Friedrich Rudolph Theodor Herwegh, 31 мая 1817, Штутгарт — 7 апреля 1875, Баден-Баден) — немецкий революционно-демократический поэт и публицист.

## Биография
Его отец был состоятельным трактирщиком в Вюртемберге, оставшимся в памяти гурманов чуть ли не вторым Вателем. В детстве болезненный и хилый, страдающий «пляской святого Витта», Георг был отправлен в пансион к родным. В 15 лет его определили в духовную семинарию в Маульбронне.
Призыв к действию (сборник «Стихи живого человека», нем. Gedichte eines Lebendigen, 1841—1843) имел неслыханный по тем временам резонанс, обусловленный пафосом требования духовных и политических свобод, политической активности поэта (стихотворение «Партия», 1842). Литературными образцами для Гервега были Платен, Гёльдерлин, Шиллер, Шелли, Беранже.
Сотрудничал в «Рейнской газете», «Немецко-французских ежегодниках», издаваемых Марксом и Энгельсом, оставаясь тем не менее на индивидуалистически-анархистских позициях. Маркс не терпел и осуждал политический дилетантизм Гервега, что привело к полному их разрыву.
Поздняя лирика Гервега оказала значительное влияние на социал-демократическую поэзию, на формирование и развитие социалистической поэзии, например, Вайнерт и др.
С 1845 года жил в Париже. Участник революции 1848 года в Германии.

### Частная жизнь
В 1843 году женился на Эмме Зигмунд (1817—1904), дочери богатого купца-оптовика, придворного поставщика шёлковых тканей (у Герцена — банкира). В донжуанском списке Гервега были красивейшие женщины Европы: например, мадам д’Агу — возлюбленная композитора Листа.
Есть разные версии того, был ли Гервег любовником жены А. И. Герцена Натальи. Известно, что Гервег тщетно вызывал соперника на дуэль. Герцен уклонился от дуэли, но не из трусости, а из презрения к Гервегу. Позже жена Гервега Эмма открыто предлагала себя в любовницы русскому барину, но Герцен отказался.

## Русские издания
- Гервег, Г. Избранное. — М., 1958.